# Петар Пан
Петар Пан је лик ког је створио шкотски писац и драматург Џејмс Метју Бари. Петар Пан је несташни дечак који може да лети и никада не стари. Петар Пан проводи своју бескрајну авантуру из детињства на малом острву Недођије као вођа своје банде, Изгубљени дечаци. У додиру је са сиренама, вилама, гусарима, Индијанцима и повремено са децом изван Недођије.
Бари је наручио статуу Петра Пана од вајара Џорџа Фремптона, која је постављена преко ноћи у Кенсингтон Гарденсу 30. априла 1912. као изненађење за децу Лондона. Шест других статуа је изливено из оригиналног калупа и изложено широм света. Године 2002, Питер Пан се појавио на серији британских поштанских марака које је издала Краљевска пошта на стогодишњицу Баријевог стварања лика.

## Порекло
Лик Петра Пана први пут се појављује у Баријевој делу Мала бела птица из 1902. године. У поглављима 13-18 (Шетња по парку, Петар Пан, Дроздово гнездо, Кад се парк затвори, Кућица и Петров јарац), Петар је седмодневна беба и одлетео је из свог расадника у Кенсингтон Гарденс у Лондону, где су га виле и птице научиле да лети. Он је описан као биће које је између дечака и птице. Након успеха представе из 1904. године, Баријеви издавачи, Ходер и Стогтон, одвојили су та поглавља Мале беле птице и објавили их 1906. под насловом Петар Пан у Кенсингтон Гарденсу, уз додатак илустрација Артура Ракама.
Најпознатија авантура Петра Пана се први пут појављује 27. децембра 1904, у облику позоришне представе под називом Петар Пан, дечак који никада не жели да одрасте. Представа је 1911. допуњена и претворена у роман под насловом Петар и Венди.

### Инспирација
Многе Баријеве приче биле су првобитно испричане деци његових пријатеља. Сам Бари није имао деце. Приче о Петру Пану написао је као посвету петорици синова својих пријатеља Артура и Силвије Левелин Дејвис. Ова породица уједно му је послужила и као прототип за породицу Дарлинг из романа о Петру Пану.
Лик Венди Дарлинг представља омаж ћерки његових пријатеља, Маргарет Хендли, која је умрла у шестој години.
Као инспирација за лик керуше Нане послужило му је штене бернандинца, које су он и његова супруга, глумица Мери Ансел, добили на поклон током свадбеног путовања у Швајцарску.

## Изглед
Бари никада није описао Петра Пана до детаља, чак и у роману Петар и Венди препуштено је читаоцима да га сами замишљају. Бари га описује као прелепог дечака са прелепим осмехом. У представи Петар Пан је обучен у јесење лишће и паукову мрежу. Његово име и то што свира флауту сугеришу на митског бога Пана. Бари помиње у Петеру и Венди да је Петер Пан још увек имао све своје „прве зубе”. Он га описује као прелепог дечака са прелепим осмехом, „обученог у лишће и сокове који теку из дрвећа”.
Петра Пана је традиционално на позорници глумила жена. У оригиналној продукцији Велике Британије, обучен је у црвенкасту тунику и зелене хеланке, попут оне коју носи Нина Боусиколт 1904. године. Тај костим је изложен у Баријевом родном месту. Сличан костим је носила Полина Чејс (која је играла улогу од 1906 до 1913), који је изложен у Музеју Лондона. Ранија издања увек описују Петра Пана у црвенкастој гардероби, док зелена постаје популарна 20-их година 20. века, а захваљујући Дизнијевој адаптацији Петар Пан остаје у зеленој гардероби.
У Дизнијевом цртаном филму Петар Пан носи зелену тунику кратких рукава, зелене хеланке и зелену капу са црвеним пером у њој. Има уши као вилењак, браон очи и тамноцрвену косу. У Куки (1991), лик је приказан као одрасла особа коју игра Робин Вилијамс, са плавим очима и тамносмеђом косом; у његовим младалачким присећањима, коса му је светлосмеђа. У овом филму његове уши изгледају зашиљене само када је Петер Пан, а не Петер Банинг. Панова одећа подсећа на Дизнијеву (без капе). У акционом филму Петер Пан из 2003, њега глуми Џереми Самптер, који има плаву косу и плаво-зелене очи. Његова одећа је од лишћа и винове лозе.

## Особине
Раздраган је и воли да се хвали и да истакне све што уради. У књизи и представи, ако и у обе филмске адаптације Петар Пан представља себичност деце, која се види у његовој заборавности и себичном понашању. Самоуверен је када дође у опасност, али и сам Бари је у роману написао да се Петар Пан на Маронеровом камену плашио да ће умрети, али је и ту показао свој ноншалантни став рекавши да ће смрт бити јако велика авантура.
У неким варијантама приче Петар Пан може бити и врло арогантан. У Дизнијевој адаптацији (1953) он Изгубљене дечаке назива Тупанима, а када Венди и њена браћа желе да оду, он арогантно помисли да је то зато што желе да одрасту.

## Пријатељи
Венди Дарлинг
Нагађало се да је Венди заљубљена у Петра Пана, али не може да буде са њим због његове неспособности да узврати осећања. У филму из 2003. та љубав је обострана. У оригиналном роману Петар Пан одлази у стварни свет и постаје пријатељ са Вендином ћерком Џејн.
Звончица
Звончица је вила и најбољи је пријатељ Петра Пана и често воли да га љубоморно чува од других људи. Њена љубомора се види у Дизнијевој адаптацији када наговара Изгубљене дечаке да је гађају стрелама.
Изгубљени дечаци
Петар Пан је вођа Изгубљених дечака. Изгубљени дечаци су: Безуби, Шиља, Коврџави, Близанци. Изгубљене дечаке су напустили родитеља и они су отишли у Недођију. Они су подршка Петру Пану у борбама против Куке.
Џон и Мајкл Дарлинг
Вендина браћа која су са заједно са њом отишла у Недођију, Џон је старији од Мајкла и у недођији показује велико интересовање за Куку и пирате. Мајкли је најмлађи Дарлинг и он је одувек веровао да је Петар Пан стваран, захваљујући Вендиним причама.

## Непријатељи
Капетан Кука
Највећи противник Петра Пана, рука му је одсечена у борби па уместо ње има куку. Капетан Кука се највише плаши да види своју крв и крокодила. У Дизнијевој адаптацији он жели да се освети Петру Пану, јер је његову руку бацио крокодилу.
Господин Сми
Десна рука Капетана Куке. Сми је често смотан и неспособан у хватању Изгубљених дечака.

## Филмови
- 1924 - Петар Пан - неми филм, прва адаптација представе Џ. М. Барија
- 1953 - Петар Пан - Дизинијев анимирани филм
- 1991 - Кука - Филм Стивена Спилберга, наставак Баријевог романа, која говори о одраслом Петру Пану који је заборавио своје детињство
- 2002 - Повратак у Недођију - Дизнијев анимирани филм, наставак филма из 1953.
- 2003 - Петар Пан - адаптација Баријеве приче
- 2011 - Недођија (Neverland)
- 2015 - Пан
- 2023 - Петар Пан и Венди

Године 2004. снимљен је филм У потрази за Недођијом, заснован на Баријевом животу, у коме насловну улогу игра Џони Деп.

## Културолошки утицај
Захваљујући популарности ових романа, али и филмским верзијама, мит о Петру Пану постао је један од највећих културолошких феномена 20. века, а земља Недођија архетип свих имагинарних места. У данашње време појављују се и наставци доживљаја Петра Пана. Једна од таквих књига је роман Џералдине Мекохрејн „Петар Пан у гримизу”.
Петар Пан је слободан дух, превише је млад да би био оптерећен последицама образовања или да има одрасло уважавање моралне одговорности. Као „ни једно, ни друго“, створење које може да лети и говори језиком вила и птица, Петар је делом животиња а делом човек. Према психологу Розалинд Ридли, упоређујући Питерово понашање са одраслима и другим животињама, Бари поставља многа постдарвинистичка питања о пореклу људске природе и понашања. Као „дечак који не би да одрасте“, Питер показује многе аспекте фаза когнитивног развоја које се виде код деце и може се сматрати Баријевим сећањем на себе као дете, јер је истовремено шармантно детињаст и детињасто солипсистичан.

## Јавне скулптуре
Бари је наручио статуу Петра Пана од вајара Џорџа Фремптона, која је постављена преко ноћи у Кенсингтон Гарденсу 30. априла 1912. као првомајско изненађење за децу Лондона. Седам статуа је изливено из оригиналног калупа. Осталих шест се налази у:
- Егмонт парк, Брисел, Белгија,[19] 1924.
- Бовринг Парк, Сент Џонс, Њуфаундленд, Канада, 1925.
- Џонсон Парк, Камден, Њу Џерси, Сједињене Америчке Државе,[20] 1926
- Квинс Гарденс, Перт, Западна Аустралија,[21] 1927.
- Сефтон Парк, Ливерпул, Енглеска,[22] 1928.
- Глен Гулд Парк, Торонто, Онтарио, Канада,[23] 1929.

Остале статуе су:
- Године 1925, градско веће Мелбурна, Аустралија, наручило је статуу Петра Пана од Пола Монтфора;[24] сада се налази у зоолошком врту у Мелбурну.[25]
- Године 1928, Чарлс Ендрју Хафнер је направио бронзану статуу за фонтану у предворју старог Парамаунт театра на Тајмс скверу, али се сада налази у парку Карл Шурц у Њујорку.[26]
- Године 1949, статуа Петра Пана коју је урадио Алекс Праудфут РСА, директор Школе уметности у Глазгову, постављена је у болници Мернскирк за децу у Глазгову. Њу је наручио Алфред Елсворт у знак сећања на свог пријатеља др Џона А Вилсона, првог управника болнице Мернскирк. Вилсон је такође био школски друг Џ. М. Барија.[27]
- Статуу Ивана Митфорд-Барбертона наручили су Вивијан и Гвен Вотсон у знак сећања на њиховог сина Питера и дали је 1959. године Дечјој болници Црвеног крста у Вестерн Кејпу, Јужна Африка.[28]
- Пар статуа Сесила Томаса, једна која приказује Петра Пана и Звончицу, а друга деце Венди и Дарлинг, налази се у ботаничкој башти Дунедин у Данидину на Новом Зеланду од 1960-их.[29]
- Два бронзана одливака статуе Алистера Смарта, коју је првобитно наручила Ангус Милинг компанија 1972. године, налазе се у Кириемуиру у Шкотској, један на главном градском тргу, а други у врту Петра Пана код Баријеве родне куће, сада у власништву Националног фонда Шкотске.[30]
- Године 1976, Роналд Томасон је извајао бронзану статуу испред јавне библиотеке у Ветерфорду у Тексасу у част Мери Мартин, рођене у Ветерфорду, која је глумила Петра Пана у музичкој продукцији на Бродвеју 1954. и неколико каснијих телевизијских емисија.
- Бронзану статуу Дијармуида Бајрона О'Конора наручила је болница Грејт Ормонд улице у Лондону и откривена је 2000. године, на којој се види како Питер дува вилинску прашину, а Звончица је додата 2005. године.[31]

## Статуе
- Статуа у Шкотској
- Статуа у Перту, Аустралија
- Статуа у Бриселу, Белгија
- Статуа у Сент Џонсу, Канада
- Статуа у Данидину, Нови Зеланд